# Episodi di Chicago Fire (undicesima stagione)
L'undicesima stagione della serie televisiva Chicago Fire, composta da 22 episodi, è stata trasmessa in prima visione negli Stati Uniti su NBC, dal 21 settembre 2022 al 24 maggio 2023.
In Italia va in onda dal 15 novembre 2022 al 22 agosto 2023 su Sky Serie. In chiaro, viene ritrasmessa su Italia 1 dal 6 luglio al 21 settembre 2023.
| nº | Titolo originale           | Titolo italiano                    | Prima TV USA      | Prima TV Italia  |
| -- | -------------------------- | ---------------------------------- | ----------------- | ---------------- |
| 1  | Hold On Tight              | Resisti                            | 21 settembre 2022 | 15 novembre 2022 |
| 2  | Every Scar Tells a Story   | Ogni cicatrice racconta una storia | 28 settembre 2022 | 22 novembre 2022 |
| 3  | Completely Shattered       | Completamente a pezzi              | 5 ottobre 2022    | 29 novembre 2022 |
| 4  | The Center of The Universe | Il centro dell'universo            | 12 ottobre 2022   | 6 dicembre 2022  |
| 5  | Haunted House              | La casa stregata                   | 19 ottobre 2022   | 13 dicembre 2022 |
| 6  | All-Out Mystery            | Un mistero assoluto                | 2 novembre 2022   | 20 dicembre 2022 |
| 7  | Angry is Easier            | La rabbia è una risorsa            | 9 novembre 2022   | 27 dicembre 2022 |
| 8  | A Beautiful Life           | Una bella vita                     | 16 novembre 2022  | 3 gennaio 2023   |
| 9  | Nemesis                    | Nemesi                             | 7 dicembre 2022   | 10 gennaio 2023  |
| 10 | Something For Pain         | Qualcosa per il dolore             | 4 gennaio 2023    | 30 maggio 2023   |
| 11 | A Guy I Used To Know       | Un tizio che conoscevo             | 11 gennaio 2023   | 6 giugno 2023    |
| 12 | How Does It End?           | Come andrà a finire?               | 18 gennaio 2023   | 13 giugno 2023   |
| 13 | The Man of the Moment      | L'uomo del momento                 | 15 febbraio 2023  | 20 giugno 2023   |
| 14 | Run Like Hell              | Corri a perdifiato                 | 22 febbraio 2023  | 27 giugno 2023   |
| 15 | Damage Control             | Limitare i danni                   | 1º marzo 2023     | 4 luglio 2023    |
| 16 | Acting Up                  | Capricci                           | 22 marzo 2023     | 11 luglio 2023   |
| 17 | The First Symptom          | Il primo sintomo                   | 29 marzo 2023     | 18 luglio 2023   |
| 18 | Danger Is All Around       | Il pericolo è ovunque              | 5 aprile 2023     | 25 luglio 2023   |
| 19 | Take a Shot at the King    | Sparare al re                      | 3 maggio 2023     | 1º agosto 2023   |
| 20 | Never, Ever Make a Mistake | Vietato sbagliare                  | 10 maggio 2023    | 8 agosto 2023    |
| 21 | Change of Plans            | Cambio di programma                | 17 maggio 2023    | 15 agosto 2023   |
| 22 | Red Waterfall              | Premonizioni                       | 24 maggio 2023    | 22 agosto 2023   |

## Resisti
- Titolo originale: Hold on Tight
- Diretto da: Reza Tabrizi
- Scritto da: Andrea Newman, Michael Gilvary

### Trama
Mentre Kidd e Severide sono nello chalet di quest'ultimo sentono dei rumori che allarmano Severide. La banda della droga è tornata a fargli visita ma per fortuna la polizia era sulle loro tracce per cui, dopo un breve scontro, vengono fermati ed arrestati tutti. Mason è tornato a domare incendi dalle sue parti pertanto Kidd si ritrova senza un uomo sul camion. Mentre Gallo fa rifornimento al camion, nota che anche Hawkins è lì e gli chiede come va: Hawkins sembra non essere in perfetta forma e gli rivela di essere stato trasferito poiché si è preso tutta la colpa per la faccenda di Emma proteggendo così Violet. Mentre in caserma si presenta l'ex fidanzato di Brett che sta per sposarsi, Gallo ritiene necessario dire a Violet quanto è successo ad Hawkins: Violet successivamente ricontatterà Hawkins poiché non aveva idea di ciò che era successo e pensava che quest'ultimo l'avesse lasciata. Alla 51 arriva un vigile del fuoco che Kidd conosce già, un certo Carver con il quale lei non va molto d'accordo ma di fronte alle insistenze di Boden, che lo reputa un buon vigile, è costretta ad accettarne l'assegnazione. Severide rende l'ultima testimonianza nel processo alla banda della droga ma vuole capire quale agente della polizia abbia spifferato alla banda tutti i suoi movimenti mettendolo così in pericolo e, trovando resistenze nel poliziotto che si era occupato del caso, si reca da un ufficiale molto amico di suo padre a chiederne il sostegno. Durante il primo intervento in cui è presente anche Carver, Kidd lo mette da parte preferendo che lui non intervenga. Al ritorno in caserma Boden le fa notare come si è comportata con Carver e Stella gli chiede di fare un passo indietro e di lasciare gestire a lei la propria squadra a suo modo. Violet e Hawkins sono tornati ufficialmente insieme e Severide è riuscito a sapere il nome della talpa ma tutto ciò ha fatto arrabbiare l'agente che aveva seguito il suo caso poiché questa talpa era anche un informatore per altri casi. Alla fine della puntata Brett lascia un messaggio a Casey in cui gli fa capire di essere in crisi.

## Ogni cicatrice racconta una storia
- Titolo originale: Every Scar Tells a Story
- Diretto da: Brenna Malloy
- Scritto da: Matt Whitney[8]

### Trama
Cruz porta in caserma Javi per un paio di turni poiché la scuola è chiusa con il compito di fare pancake ai mirtilli per tutta la caserma e un addestramento leggero con Severide. Brett riorganizza la paramedicina coinvolgendo Mouch per sempre più ore nel tentativo di distrarsi dal pensiero di Casey. La squadra interviene in un incidente nel quale un operaio viene fulminato in un cantiere. Per non far camminare gli uomini del cantiere su un terreno sotto tensione a causa di un cavo da loro rotto, Severide organizza un salvataggio dall'alto con l'aiuto dell'autoscala e Carver, tenendo la corda che solleva Severide e l'operaio da salvare, si procura una ferita. Egli conosce la vittima dell'incidente perché lavorava con lui in un secondo lavoro e, facendo un po' di indagini assieme a Kidd, scopre che il cantiere non era a norma ma dell'incidente ne è stata incolpata la vittima. Troverà poi un testimone disposto a riabilitare l'operaio ferito e ad attribuire la colpa ai responsabili. Brett include nel giro della paramedicina di quella giornata un paziente particolarmente bisognoso e Mouch le fa notare che sta lavorando troppo ma che tuttavia la seguirà poiché ha capito che ne ha necessità per dimenticare Casey. Severide fa esercitare Javi e gli altri raccontano al ragazzo alcuni record di Severide: quest'ultimo, notando che Javi sembra nutrire una grande ammirazione per lui che lo porta a considerare di meno suo padre Cruz, gli racconta che proprio Cruz lo salvò, da solo, in una situazione molto pericolosa facendo così sì che il ragazzo ammiri Cruz per il suo operato. Durante un intervento di paramedicina Brett viene aggredita da un paziente con problemi psichici e questo le causa un forte stress oltre a quello che prova per la fine della storia con Casey.

## Completamente a pezzi
- Titolo originale: Completely Shattered
- Diretto da: Matt Earl Beesley
- Scritto da: Derek Haas[8]

### Trama
Stella reclama il diritto di avere anch'ella un ufficio mentre Boden parlando con Carver vuole assicurarsi che egli si sia ambientato e che con Kidd vada tutto bene: Carver conferma. Kidd riesce a convincere Boden a farsi assegnare la lavanderia per poterla trasformare in un ufficio ed incarica Carver, che ha lavorato nel campo edile, di realizzarle l'ufficio. Severide viene chiamato, in quanto esperto, sulla scena di un incendio per capire con cosa è stata aperta una cassaforte. Con l'aiuto dell'Ofi riesce ad avere alcuni fascicoli di casi simili e, collaborando con l'agente che si era occupato del suo caso, riesce ad individuare il colpevole il quale aveva aperto un'altra cassaforte in un'altra casa. Dopo che la caserma ha fatto uscire da un incendio tutti gli occupanti di un cinema, Hawkins, arrivato a dirigere il triage, vede uscire una persona dal cinema e le va incontro per soccorrerla ma poco dopo una parte della struttura sovrastante la porta crolla addosso a lui ed al civile: quest'ultimo si salva ma Hawkins non ce la fa.

## Il centro dell'universo
- Titolo originale: The Center of The Universe
- Diretto da: Stephen Cragg
- Scritto da: Andrea Newman, Michael Gilvary[8]

### Trama
Violet dopo la morte di Hawkins si è presa un congedo ed è in grossa crisi. La caserma viene chiamata per liberare un ragazzino che stava scavando una buca in spiaggia quando le pareti sono crollate e lo hanno sepolto. Boden arriva per primo e si mette a scavare. A Hermann arriva un pacco proveniente da Stephanides che sembra essere un lascito per il locale: un vecchio boccale di birra. Tutti si interrogano su come stia Violet poiché l'hanno contattata ma lei non ha risposto a nessuno. Boden è rimasto molto colpito dal salvataggio del bambino in spiaggia a cui ha preso parte: anch'egli ha un figlio di quell'età che si rende conto di non seguire abbastanza a causa dei numerosi impegni di lavoro. Mentre Kidd assegna a Carver il compito di ridipingere gli scomparti del camion senza farsi aiutare da nessuno, il che è visto da lui come una punizione, Violet va a trovare in ospedale l'anziano che Hawkins ha tentato di salvare. Boden riceve la visita del padre della ragazzo che ha salvato dalla sabbia e Severide di sua iniziativa va a trovare Violet per cercare di darle un po' di aiuto. Al Molly Ritter scopre che il boccale ha un certo valore ed Hermann gli chiede di metterlo in vendita. Kidd riceve la telefonata di Trudy che la informa che Carver è stato arrestato per rissa: andrà a trovarlo per farlo uscire. Violet ritorna al lavoro e mentre Boden parla con Hermann e Cruz della poca attenzione che a suo giudizio sta dando a suo figlio, Ritter scopre che il boccale negli ultimi minuti dell'asta è arrivato alla cifra di 12.000 dollari. Kidd si consulta con Severide sull'opportunità o meno di far sapere a Boden di quanto è successo a Carver ma alla fine non rivela niente a Boden. Hermann e Mouch preparano il pacco per spedire il boccale incassando 12.000 dollari. Poco dopo però Stephanides compare al Molly reclamando il boccale che aveva spedito loro esclusivamente per non pagare le tasse sul bene. L'anziano salvato da Hawkins si risveglia e Violet va a trovarlo: è felice che il sacrificio di Hawkins sia servito a qualcosa e gli racconta com'era il suo ex capo.

## La casa stregata
- Titolo originale: Haunted House
- Diretto da:
- Scritto da:

### Trama
La caserma sarà aperta per Halloween e Boden, grande fan di questa festa, dà l'incarico a Brett di coordinare l'organizzazione ma nessuno sembra molto interessato a far parte del progetto. La 51, chiamata per un incendio, scopre che in realtà si tratta di una lite domestica tra madre e figlia. La figlia quindicenne non vuole rimanere con la madre e Kidd decide di non chiamare polizia o servizi sociali ma di far aspettare in caserma la ragazza fino all'arrivo del padre. Hermann ha urgenza di parlare con Gallo che crede di essere stato scoperto nella sua relazione con la nipote del tenente: in realtà gli chiederà semplicemente di fare una serata al Molly come barista. Kidd interviene per un incidente occorso ad un cittadino che stava preparando Halloween con una ghigliottina che Mouch si porta via dopo il salvataggio per addobbare la caserma per Halloween. Mentre l'organizzazione per la festa procede a rilento, Violet si lamenta con Gallo e Ritter del fatto che la trattano ancora come una sorta di vedova dopo la morte di Hawkins: lei vuole rientrare nella normalità. Kidd scopre che il padre della ragazza è morto e che lei si porta in giro 3000 dollari in contanti frutto della vendita di un anello della madre: tenta quindi di riappacificare madre e figlia ma trova un ostacolo nella madre e scopre che la figlia è stata affidata ai servizi sociali. Boden prende il comando dell'operazione Halloween portando in caserma numerosi gadget per allestire la festa. Carver intervenendo in un incendio viene salvato da Gallo il quale poi gli chiederà un favore: cancellare i video delle telecamere del Molly da cui Hermann potrebbe vedere che lui ha passato la serata non facendo il barista ma stando con sua nipote. Stella recupera l'anello che la ragazza aveva venduto con i soldi incassati e riesce a riappacificare madre e figlia. Alla fine della puntata la festa di Halloween può avere luogo anche se con qualche difficoltà.

## Un mistero assoluto
- Titolo originale: All-Out Mystery
- Diretto da:
- Scritto da:

### Trama
La 51 viene chiamata per domare un incendio presso una gioielleria. A seguito di un'esplosione davanti al negozio diverse persone stanno rubando le pietre preziose che si sono mescolate alla vetrina infranta ed i Vigili del Fuoco cercano di allontanarli. All'interno trovano una persona ferita che poi si qualificherà come il creatore dei gioielli mentre più tardi arriva il proprietario che vuole la 51 fuori dal suo negozio poiché, a suo dire, sta facendo ancora più danni. Intanto Cruz continua le pratiche per l'adozione di Javi mentre Gallo e Ritter sono interessati ad andare al bar che frequenta Carver visto che quest'ultimo al Molly lo vedono poco. Van Meter va da Severide per fargli sapere che in base alle sue indagini l'esplosione è stata provocata probabilmente per ricevere l'indennizzo dall'assicurazione. Entrambi si recano al Med per interrogare la persona che hanno tratto in salvo dall'incendio della gioielleria senza ricavarne nulla di interessante e perciò le indagini si spostano sul titolare. Boden annuncia che quest'ultimo vuole fare causa al dipartimento e pertanto raccoglie tutte le testimonianze degli uomini presenti sul luogo dell'incendio. Brett soccorre un uomo che scappa dall'ambulanza poiché non può pagare il conto e visto che una delle pazienti di paramedicina è uscita dal percorso, ora c'è un posto per lui per cui non dovrà pagarsi le cure. Stella e Severide si recano dal titolare del negozio per fargli alcune domande ma trovano molte resistenze. Successivamente mentre essi trovano delle prove che inchioderebbero il proprietario, Mouch, Gallo e Ritter vanno a trovare Carver nel suo bar preferito venendo coinvolti in una rissa. La pratica di adozione di Javi trova delle resistenze quando si scopre che il fratello di Cruz che frequenta ancora la famiglia è stato un membro di una gang. Nuove prove dimostrano che è stato il creatore dei gioielli a far saltare il negozio. Quest'ultimo, una volta dimesso dal Med, va a trovare la 51 per ringraziarli. Severide però capisce che non è lì per quel motivo ma per recuperare dei gioielli che poi si scopre aver nascosto nell'ambulanza quando era stato soccorso. Alla fine della puntata la polizia arresta il creatore di gioielli e Cruz si trova alle prese con i documenti per l'adozione nei quali stavolta dovrà menzionare la situazione del fratello, pena la non accettazione della domanda.

## La rabbia è una risorsa
- Titolo originale: Angry is easier
- Diretto da:
- Scritto da:

### Trama
Stella fa i complimenti ad una delle ragazze da lei scoperte per il programma ragazze contro il fuoco in quanto a breve supererà il tirocinio e segue da vicino la preparazione di Kylie. La 51 viene chiamata per un incidente che coinvolge un'auto schiacciata da un pilone scivolato dal camion che lo trasportava. Hermann cerca di salvare la persona intrappolata la quale in pericolo di vita gli chiede di contattare una sua ex amica. Intanto Carver deve tenere a bada una persona che sta disturbando le operazioni. Anche un motociclista è stato coinvolto e dichiara subito di non voler più la moto e pertanto Mouch la compra. Mentre il disturbatore dell'incidente si rifà vivo in caserma, Stella viene rimproverata dalla madre della ragazza che è appena uscita dall'accademia che le dice apertamente che se succederà qualcosa a sua figlia la colpa sarà sua. Hermann intanto trova e contatta la donna di cui gli ha parlato l'uomo dell'incidente per farle sapere la situazione di quest'ultimo. Boden scopre che il disturbatore dell'ultimo incidente è il figlio di un uomo morto in un loro precedente intervento che dà la colpa a loro della morte del padre. Tornato in caserma, dopo essersi sfogato ed essere stato consolato da Violet, l'uomo si calma e se ne va. Alla fine della puntata Hermann riesce a far incontrare l'uomo dell'incidente con la sua ex amica e Cruz, mentre è al Molly, riceve una telefonata in cui gli confermano che l'adozione di Javi è stata approvata.

## Una bella vita
- Titolo originale: A beautiful life
- Diretto da:
- Scritto da:

### Trama
Durante un intervento, per estrarre più velocemente da un autobus in fiamme un ferito, Gallo segue una sua idea snobbando il suggerimento di Carver che si risente e che poi litiga con Gallo una volta in caserma. Il detective Pryma, che si era occupato del caso di Severide, chiede a quest'ultimo un aiuto per un'indagine: pare che un magazzino abbandonato sia stato usato per dimostrare la potenza di un'arma militare e che in città ci sia qualcuno che la vende. Questa collaborazione porterà però Kelly a dover fare una scelta difficile. Al Med Brett conosce un volontario che aveva collaborato con Hawkins: si vedranno poi per un caffè per conoscersi meglio. Stella si accorge che la situazione fra Carver e Gallo è ai ferri corti e tenta di capirne il perché parlando separatamente con entrambi. Durante un intervento per un tentativo di suicidio Gallo, nell'attesa dell'arrivo della polizia, parla con la persona che si vuole uccidere e in un primo momento sembra aver successo nel tranquillizzare l'uomo ma successivamente quest'ultimo all'improvviso si butta dal tetto del palazzo. Gallo ne rimane molto scosso ma non viene incolpato di nulla, viene anzi elogiato dalla polizia per il suo operato. Carver, vista la situazione di Gallo e volendo alleggerire il loro rapporto, lo invita ad andare con lui a divertirsi per bar fino a notte fonda: ne seguirà un colloquio in cui si chiariranno.

## Nemesi
- Titolo originale: "Nemesis"
- Diretto da:
- Scritto da:

### Trama
All'inizio della puntata Severide e Stella si interrogano sull'opportunità o meno di lasciare libero il poliziotto corrotto che li aveva quasi fatti uccidere in cambio di una sua collaborazione alla cattura di Martucci, l'uomo che sta vendendo armi militari in città. Gallo è intenzionato a dire a Hermann che ha avuto una storia con sua nipote poiché non si sente di tenere nascosta la cosa. Durante un intervento per soccorrere un motociclista bloccato su un ponte sollevato, Carver ha un piccolo scontro con il manovratore del ponte. Boden indice una votazione per scegliere chi mandare ad un convegno annuale a Miami: Hermann lo vorrebbe tanto e Gallo per sentirsi meno in colpa cerca di far votare tutti per lui. Boden convoca Stella e Carver poiché il manovratore del ponte ha presentato un reclamo per il comportamento di Carver. In caserma arrivano gli affari interni per discutere del problema con Carver e, con gran sorpresa di tutti, si presenta l'ex paramedico Emma che tanti guai aveva causato a Violet e Hawkins. Mentre Cruz riceve la comunicazione dell'udienza per l'affidamento definitivo di Javi, Severide incontra il detective Pryma per discutere del caso del venditore di armi militari: successivamente andrà a parlare con il poliziotto corrotto che potrà dar loro una mano come informatore nel caso, in cambio della libertà. Emma ritorna in caserma con i risultati della sua indagine: per lei la cosa finisce lì non ravvisando nel comportamento di Carver nulla di perseguibile. Hermann risulta vincitore del viaggio a Miami ma quando scopre che è una località in Ohio, se la prende. A Cruz viene affidato ufficialmente Javi durante un'udienza in tribunale. In un intervento della polizia per la cattura di Martucci, vengono coinvolti anche camion e paramedici. Dopo la cattura dell'uomo viene richiesto l'intervento dei paramedici poiché il detective Pryma è stato ferito da un razzo militare che è ancora conficcato nella sua gamba con il pericolo di esplodere. Stella e Carver entrano per dare un primo soccorso con gli artificieri ma, una volta estratto il proiettile dalla gamba, questo esplode.

## Qualcosa per il dolore
- Titolo originale: "Something for pain"
- Diretto da:
- Scritto da:

### Trama
Severide entra nella casa dell'esplosione: Stella si è ferita con una scheggia e viene portata in ospedale assieme al detective Pryma. Carver ne è uscito illeso e si sente in colpa. Dopo alcune settimane Stella torna al lavoro e Brett riceve una consegna, una sorta di culla per chi volesse abbandonare un bambino, da collocare presso la 51. Violet vorrebbe far sapere al nuovo capo di Emma presso gli affari interni quanto da lei fatto in precedenza alla 51 per evitare che faccia ulteriori danni: all'appuntamento però, il responsabile di Emma le chiederà delle prove di quanto successo che Violet non sarà in grado di esporre in quanto non ci sono prove scritte di quanto è successo. Mentre il detective Pryma si è ripreso ed andrà in pensione anticipatamente, Stella e Carver alla fine della puntata si vedono al Molly per chiarire alcune cose successe dopo l'esplosione e per parlare del trauma che questa ha rappresentato per loro. Carver quindi si sbilancia e le racconta un episodio successogli in gioventù in cui si era ferito col fuoco.

## Un tizio che conoscevo
- Titolo originale: "A guy I used to know"
- Diretto da:
- Scritto da:

### Trama
Cindy non sta bene ed Hermann le prenota una visita da un medico. In caserma compare la cugina di Hawkins che fa sapere a Violet che se vuole può andare nell'ex appartamento di Hawkins a prendersi qualcosa come ricordo. Intanto la caserma si prepara per l'ispezione semestrale. Brett riceve una comunicazione dal dipartimento in merito ad una possibile sospensione del servizio di paramedicina. Il comandante Pearce che aveva aiutato Severide con la faccenda del poliziotto corrotto, si presenta in caserma chiedendo a Severide di indagare su un possibile coinvolgimento di Van Meter in un'indagine dell'Ofi: pare infatti che quest'ultimo abbia dichiarato un incendio accidentale anziché doloso per far riscuotere ad un amico il premio dell'assicurazione. Emma si fa viva in caserma per consegnare i documenti del caso di Carver e parlando con Violet le fa capire che è lei l'artefice del cambio di direzione del dipartimento in merito alla paramedicina. Severide si fa consegnare i documenti dell'incendio in cui è coinvolto Van Meter per tentare di capire cos'è successo ma viene scoperto da quest'ultimo e la cosa finisce in una lite tra i due. Violet, in visita all'appartamento di Hawkins, prende il suo portatile sperando di trovare qualche traccia delle comunicazioni tra lei e Hawkins in merito ad Emma: troverà infatti un memo vocale in cui Hawkins parla di ciò che ha fatto Emma. Severide scagiona Van Meter trovando una prova che era stata archiviata non correttamente. Violet si reca al dipartimento insieme a Boden per consegnare il memo vocale al responsabile di Emma decretando così la fine della carriera di quest'ultima presso il dipartimento. Alla fine della puntata Cindy, dopo aver fatto una Tac, scopre di avere un tumore.

## Come andrà a finire
- Titolo originale: "How does it end"
- Diretto da:
- Scritto da:

### Trama
Mentre Brett frequenta il volontario dell'ospedale senza volere un rapporto impegnativo, Hermann chiede a Boden un permesso per il fine settimana dicendogli che Cindy si deve operare. Durante un intervento Kelly e Stella hanno una divergenza d'opinioni su come intervenire e questo dà luogo ad un periodo difficile fra i due sia a casa che sul lavoro. Hermann confida a Boden che Cindy ha un tumore e successivamente lo dice anche ai suoi figli. Nel frattempo Gallo incomincia a frequentare una donna vittima di un incendio di qualche tempo prima che è convinta che sia stato lui a salvarla. Cindy viene operata mentre Hermann rimane in sala d'attesa. Nel frattempo squadra e camion, indaffarati nella sistemazione dei propri mezzi, cominciano a discutere fra di loro e Boden li richiama, convocando poi in ufficio i due tenenti e parlando molto chiaro su come dovrebbero gestire le loro squadre e i loro affari personali che non dovrebbero varcare la soglia della 51. Stella e Severide si confrontano quindi per capire cosa fare quando vengono chiamati per un intervento che vede le due squadre molto collaborative tra di loro, riappacificando così i due tenenti. Mentre Hermann sta aspettando in ospedale, Boden lo va a trovare e lo rincuora ricordandogli tutte le cose buone che ha fatto durante la sua vita sia sul lavoro che in famiglia. Al Molly, contrariamente alle aspettative di Violet che aveva agito da Cupido consigliando i suoi amici nelle loro questioni di cuore, Gallo e Brett vengono lasciati dai rispettivi compagni. Alla fine della puntata Hermann riceve la notizia che l'operazione è andata a buon fine ma che purtroppo non sono riusciti a togliere tutto quello che avrebbero dovuto.

## L'uomo del momento
- Titolo originale: "The man of the moment"
- Diretto da:
- Scritto da:

### Trama
Cindy deve prenotare la chemio ma allo stesso tempo è preoccupata per una raccolta fondi di cui si occupa ogni anno e che quest'anno dovrà delegare a Hermann. Carver riceve la visita di suo fratello in caserma che lo esorta a contribuire alla situazione economica familiare in dissesto che proprio quest'ultimo ha contribuito a peggiorare. Gallo e Ritter, vedendo che Hermann non è in grado, cominciano a dargli una mano per la raccolta fondi: successivamente si uniranno anche tutti gli altri colleghi. In caserma si presenta la moglie di una persona soccorsa da Brett e Severide che vuole ricompensarli con del denaro ma entrambi non accettano per la politica del dipartimento. Mentre Carver sta discutendo con suo fratello in un bar con l'intenzione di chiudere la discussione dandogli dei soldi, compare Stella che lo informa che entrambi hanno ricevuto un riconoscimento al valore dal dipartimento per aver salvato il detective Pryma. Severide si complimenta con Stella per la gestione di Carver e di tutta la squadra del camion 81 ed Hermann riesce a vendere tutti i cesti realizzati dai colleghi per la raccolta fondi. L'uomo salvato da Brett e Severide si rifà vivo offrendo dei soldi per la raccolta fondi di Hermann e questa volta entrambi possono accettare. Tra Carver e Stella, che lo aveva sostenuto parecchio con il fratello, scoppia una piccola lite che porta Stella a pensare se sia il caso o meno di continuare a tenerlo in squadra.

## Corri a perdifiato
- Titolo originale: "Run Like Hell"
- Diretto da:
- Scritto da:

### Trama
Carver chiama in caserma dichiarando di avere l'influenza mentre Hermann continua a seguire Cindy alle prese con la chemio. L'autopompa interviene per un incendio in cui Ritter scopre una coppia nascosta dentro un armadio: l'uomo fugge e dice a Ritter che non dovrà dire a nessuno di averlo visto. Ritter si ricorderà poi che ha già visto l'uomo e scoprirà che è il tesoriere della città. Trudy si reca in caserma per avere un aiuto da Severide per una serie di piccoli incendi che avvengono nel palazzo di una sua amica: Mouch prende il controllo della situazione e segue il caso con l'aiuto di Severide. Kidd va a trovare Carver cercando di essere comprensiva in merito al suo stato d'animo dopo l'incontro con il fratello ma gli dice che, se al prossimo turno non sarà presente, sarà fuori dalla 51. Carver torna al lavoro ringraziando Kidd per la sua pazienza. Ritter riceve la visita del tesoriere in caserma il quale minaccia sia lui che tutta la 51 e vorrebbe metterne al corrente Hermann ma, vedendolo molto provato per la situazione della moglie, preferisce arrangiarsi da solo e va a trovare il tesoriere mettendo in chiaro le cose: lui non dirà niente ma il tesoriere non dovrà creare danni alla 51. Carver durante un intervento incoraggia Gallo in un momento di difficoltà e questo gesto viene elogiato da Kidd. Nel frattempo Mouch risolve il caso affidatogli da Trudy con l'aiuto di Severide. Alla fine della puntata Severide riceve un messaggio da Van Meter: c'è un posto in un corso di formazione per le indagini sugli incendi dolosi che potrebbe fare al suo caso.

## Limitare i danni
- Titolo originale: "Damage control"
- Diretto da:
- Scritto da:

### Trama
Boden chiede a Kylie di dargli una mano per ridurre le spese come da indicazioni del dipartimento. Van Meter si reca da Boden per spiegargli perché ha esonerato Severide dal servizio: è convinto infatti che il corso sia ideale per Severide il quale ha già accettato. Mentre i nuovi cambiamenti imposti da Kylie cominciano a creare dei malumori, la 51 interviene per un incendio in una scuderia durante il quale il direttore rimane ucciso. Le indagini vengono affidate a Seagar che si reca presso la scuderia con Kidd per indagare. Successivamente viene coinvolto anche Carver che dà una mano a Seagar a risolvere il caso: tra i due nasce poi qualcosa. Nel frattempo Violet sembra riavvicinarsi a Gallo e Brett continua a frequentare il volontario dell'ospedale. Hermann è sempre più provato dalla malattia della moglie e riunisce i figli per incoraggiarli ad esprimere le loro emozioni in merito alla situazione che stanno vivendo.

## Capricci
- Titolo originale: "Acting up"
- Diretto da:
- Scritto da:

### Trama
Cindy è quasi alla fine del ciclo di chemio ed Hermann vorrebbe organizzarle una festa. Cruz, in seguito alla partenza di Severide per il corso di formazione, è diventato il sostituto tenente. Per sostituire Cruz arriva un nuovo vigile del fuoco che si prende troppe libertà ed alla squadra questo non va bene. Durante un intervento, il camion 81 si trova in mezzo ad una sparatoria e Carver salva un bambino a cui avevano sparato. Cruz si trova un po' in difficoltà nel tenere il suo gruppo ed a redigere i rapporti post intervento e pertanto Boden si consulta con Stella sulla possibilità di chiedere un sostituto per Severide e rimettere Cruz al suo solito posto ma Stella lo consiglia di aver pazienza e di lasciarlo provare. Mentre Violet e Gallo chiariscono il loro rapporto che rimarrà su un piano puramente amicale, Hermann chiede aiuto a Mouch affinché Trudy convinca Cindy a fare la festa. Stella comincia a sentire la mancanza del marito ed avrebbe tutta l'intenzione di andare a riprenderselo. Carver ricomincia la sua seconda attività nell'edilizia poiché, dopo aver dato al fratello un po' di denaro, è rimasto a secco e successivamente vende la sua auto e ne destina il ricavato alla madre il cui bambino aveva salvato dalla sparatoria, rivedendo proprio in quel bambino lui stesso da piccolo. Cruz va in crisi per le nuove responsabilità e viene aiutato da Kidd che lo conforta rivelandogli che Severide si era espresso in maniera molto favorevole a proposito del fatto che sarebbe stato sostituito proprio da Cruz. Alla fine della puntata mentre il sostituto tenente mette in chiaro le cose con il nuovo arrivato nella squadra, al Molly arrivano Trudy e Cindy: Trudy non è riuscita a convincerla a fare la festa ma le ha dato una mano convincendola a mettersi una parrucca ed un bel trucco per tirarla un po' su di morale.

## Il primo sintomo
- Titolo originale: "The first symptom"
- Diretto da: [[]]
- Scritto da: [[]], [[]]

### Trama
Cindy ce l'ha col medico che la segue perché le ha rinviato di alcuni giorni la visita in cui le dirà se il cancro è stato o meno sconfitto con la chemio. Mentre Cruz con tutte le scartoffie che deve compilare come sostituto tenente ha sempre meno tempo per la famiglia, Hermann è sempre più preoccupato per la visita finale dopo la chemio. Durante l'incendio di un ambulatorio dove si fanno le donazioni di sangue, la 51 salva le persone all'interno e Mouch riesce a salvare una cassa contenente molte sacche di sangue. Cruz va da Boden dicendogli che il nuovo arrivato della squadra non va bene e deve essere sostituito. Mouch si ritrova a dover montare un modellino di una vecchia autopompa in poco tempo per uno dei capi con l'aiuto di Ritter e Gallo poiché pare mancare un pezzo fondamentale che i due cercheranno online. L'ambulanza della 51 ed altre ambulanze si ritrovano con casi simili di persone che hanno gli stessi sintomi. In un primo momento si pensa ad un nuovo virus ma Brett indagando scopre che tutte le vittime hanno preso lo stesso farmaco, venduto nella stessa farmacia dove un pazzo aveva manomesso le confezioni. Quest'ultimo verrà arrestato e Brett verrà elogiata da Boden. Kidd, viste le difficoltà di Cruz con il nuovo arrivato, convince Cruz a cercare di conoscerlo meglio e quindi quest'ultimo invita il nuovo arrivato al Molly per parlargli. Mentre Violet trova a Carver un lavoro di edilizia per un suo vicino di casa, Hermann in preda alla stanchezza ed alla preoccupazione si sfoga con Boden. Poiché il nuovo arrivato però continua a comportarsi in maniera non consona, pur avendolo ascoltato al Molly per saperne la sua storia, Cruz trova il coraggio di buttarlo fuori. Alla fine della puntata Cindy, dopo che la sua visita è stata ulteriormente rimandata di alcune ore, piomba in ospedale esigendo di essere visitata: la chemio è servita, il cancro non c'è più.

## Il pericolo è ovunque
- Titolo originale: "Danger is all around"
- Diretto da:
- Scritto da:

### Trama
La zia di Gallo che lo aveva abbandonato subito dopo l'incendio in cui erano morti i genitori è a Chicago e vorrebbe riallacciare le relazioni con lui. Kidd viene convocata da Boden per far parte di una task force antiterrorismo. Tony sta per battere il record di più turni consecutivi e Capp e McHolland gli stanno intorno per evitare che gli succeda qualcosa. Casey ricompare improvvisamente in caserma per parlare con Kidd della task force di cui anche lui fa parte. Mentre Brett vedendo Casey rimane un po' scioccata, Gallo confida a Ritter che la zia si è rifatta viva e gli parla del suo rapporto con lei. Alla conferenza della task force, Casey spiega che alcuni terroristi sono pronti ad attaccare le centrali elettriche delle più importanti città. Gallo incontra sua zia la quale gli promette di voler cambiare e di voler riallacciare i rapporti con lui: prima di andarsene, lei gli dà la chiave di un deposito in cui egli troverà molti effetti personali della madre e della famiglia. Egli si reca quindi al deposito e, venendo a contatto con gli oggetti della famiglia, fa un salto indietro nel passato e ne rimane un po' scioccato. Casey, dal momento che è a Chicago, partecipa ad un intervento del camion 81 ed insieme a Gallo salva una persona appesa ad una finestra. Rientrato in caserma, Gallo parla con Carver della situazione con sua zia e quest'ultimo gli suggerisce di permetterle di rimediare. Alla fine della puntata mentre al Molly tutti festeggiano la guarigione di Cindy, Brett se ne va piangendo dopo aver salutato Casey e Gallo va da sua zia che si trova in un bar. Mentre sta andando però, la trova per strada vittima di un incidente.

## Sparare al re
- Titolo originale: "Take a Shot at the King"
- Diretto da:
- Scritto da:

### Trama
Gallo salva sua zia che ha appena fatto un incidente. Al rientro in caserma confida a Carver che se l'era presa con lei ma che poi si era pentito e quest'ultimo cerca di consolarlo. Dylan chiede a Brett di sostituirlo per uno spettacolo di magia: lei si metterà subito a far pratica ma con scarso successo. Durante un intervento la 51 viene esposta ad un agente chimico: quasi tutti se la cavano con una decontaminazione mentre Carver va a finire in ospedale poiché aveva perso la maschera durante l'intervento. Gallo va a trovare la zia dopo l'intervento la quale si scusa con lui per tutti i problemi che gli ha causato. Successivamente il primario di psichiatria parla con Gallo e lo convince ad aiutare sua zia nell'assumere i medicinali. Boden va a chiedere informazioni in comune in merito a quell'edificio in cui è intervenuta la 51 e che viene usato come stoccaggio di sostanze chimiche. Parlando con l'addetto scopre che quell'azienda chimica ha un angelo custode da qualche parte in comune e pertanto, ogni volta che commettono una violazione, il caso viene immediatamente chiuso. Quando Ritter scopre che questa persona potrebbe essere il tesoriere della città, racconta a Boden e ad Hermann quanto gli era accaduto con Ramsey. Boden cerca di coinvolgere la vicecommissario Hill ma senza riuscirvi. Mentre Brett continua ad esercitarsi per il numero di magia, Gallo va a trovare la zia e si offre di aiutarla: prepara quindi casa sua per accoglierla durante la convalescenza, in particolare facendo sparire gli alcolici. Boden incontra Ramsey per caso e dal colloquio con lui capisce che quest'ultimo è coinvolto. Decide pertanto di incominciare a fare qualche indagine per conto proprio con l'aiuto di alcuni della caserma. Quando l'autopompa decide di fare un sopralluogo, con la scusa di un controllo, in una delle società collegate a Ramsey, trovano la donna che Ritter aveva scoperto assieme a Ramsey: ora hanno una prova del coinvolgimento di quest'ultimo. Mentre in caserma si preparano ad agire contro Ramsey, quest'ultimo chiede di vedere Boden. Una volta entrati nel suo ufficio elogerà Boden davanti a diverse persone importanti dandogli il merito di aver scoperto e fermato l'impresa chimica in cui lo stesso Ramsey aveva interessi: fa quindi fare una bella figura a Boden e gli promette di chiudere tutte le società in cui è coinvolto e di sistemare gli appalti. Boden, pur avendo ottenuto ciò che voleva, non è contento del fatto che Ramsey se la cavi ma viene consolato da Ritter e dalla vice-commissario: quello che ha fatto era il massimo che si poteva fare senza rimetterci la posizione. Alla fine della puntata la zia di Gallo arriva a casa sua.

## Vietato sbagliare
- Titolo originale: "Never, ever make a mistake"
- Diretto da:
- Scritto da:

### Trama
Hermann è arrabbiato con suo figlio per un danno che ha fatto alla macchina e Cindy cerca di convincerlo a trovare un modo per controllare la rabbia: verrà quindi preso in giro da tutta la caserma per i suoi tentativi di trovare un modo per rilassarsi. Mentre Kylie sta per fare l'esame e viene incoraggiata da Kidd e Boden, durante un intervento i paramedici scoprono che sull'ambulanza manca il kit ginecologico e, con quello che hanno, soccorrono lo stesso una ragazza che ha appena avuto una bambina. Al rientro in caserma Brett e Violet fanno presente a Boden il fatto che mancava il kit in ambulanza: quest'ultimo farà una segnalazione ma Brett, non ritenendo sufficiente la cosa, minaccerà le dimissioni. La caserma soccorre un senza tetto, Shep, che è stato travolto da un camion: quest'uomo si affezionerà a Kidd e si presenterà in caserma con un regalo per lei: Carver però vedrà la vera natura dell'uomo il quale ha evidenti problemi psichici. I paramedici vanno a trovare la ragazza che avevano soccorso e vedono che la figlia sta bene ma capiscono che la ragazza non vuole tenerla. Carver viene a sapere ufficialmente che Shep ha problemi psichici e lo fa presente a Kidd. Mentre Kylie supera l'esame, Brett scopre che il paramedico capo del turno precedente che aveva dimenticato di rifornire l'ambulanza con il kit ginecologico è stata licenziata. La neonata salvata da Brett viene depositata nel rifugio sicuro presso la 51 e successivamente Brett la riporta in ospedale come da protocollo ma poi, parlando con la madre della ragazza, ha la conferma che lei non ha nessuna intenzione di tenerla. Alla fine della puntata Shep si presenta sotto casa di Kidd la quale preoccupata chiama Carver che poco dopo arriva sul posto e si trova davanti l'uomo che tenta di aggredirlo e pertanto gli dà un pugno in faccia. Una volta arrivata la polizia, Carver viene arrestato per aggressione.

## Cambio di programma
- Titolo originale: "Change of plans"
- Diretto da:
- Scritto da:

### Trama
Carver viene fatto uscire su cauzione da Kidd e Boden che lo rassicura che la cosa rimarrà fra di loro visto che è stata legittima difesa. Brett scopre che la bambina è stata già data in affidamento ma la cosa le suona strana e decide di andare al dipartimento per la tutela dell'infanzia per avere maggiori informazioni: dopo aver scoperto che la neonata è in affido temporaneo, dirà all'addetta che sarebbe intenzionata ad adottarla. Carver viene informato da Kidd e Boden che il suo comportamento ha destato preoccupazione al dipartimento e che pertanto, in attesa di un'indagine accurata, verrà sospeso. Carver decide quindi di andare a parlare con gli affari interni: il responsabile, dopo aver parlato con lui ed aver sentito le sue ragioni, lo informa che è disponibile a chiudere le sue indagini se l'avvocato dei vigili del fuoco riuscirà a mettersi d'accordo con il procuratore. Kidd va a cercare Shep in una tendopoli per senzatetto con l'intenzione di dargli una mano nella speranza che egli faccia cadere le accuse nei confronti di Carver. Cruz viene a sapere in accademia che Severide ha concluso il corso e ora sta indagando con l'ATF: i tempi di ritorno del tenente sembrano quindi allungarsi. Mentre Mouch aiuta Kidd a trovare un rifugio per Shep, Carver viene informato dall'avvocato dei vigili del fuoco che, in base al suo comportamento ed ai due precedenti arresti per rissa, verrà accusato di aggressione. Mouch e Kidd trovano finalmente un rifugio disposto ad accogliere Shep e lì lo conducono e, mentre lui viene accompagnato alla sua camera, dice a Kidd che ha ritirato la denuncia nei confronti di Carver. L'avvocato dei vigili del fuoco conferma a Carver che, non essendoci più un accusatore, il caso verrà chiuso e di pari passo gli affari interni chiudono anch'essi il caso e annullano la sospensione. Alla fine della puntata Cruz rivela a Kidd quanto ha scoperto in accademia e Brett va a trovare la ragazza madre per convincerla a rivendicare la custodia della bambina, designando poi lei come tutore legale della piccola e poi come genitore adottivo.

## Premonizioni
- Titolo originale: "Red waterfall"
- Diretto da:
- Scritto da:

### Trama
Brett cerca di convincere la ragazza madre a rivendicare la custodia della neonata e Kidd si interroga sul futuro dato che Severide non è ancora tornato a Chicago e non sembra nemmeno molto propenso a farlo. Mentre Kylie è preoccupata perché non ha notizie del risultato dell'esame, la 51 interviene in un incidente stradale in cui è coinvolto anche un SUV nel quale Kidd trova un proiettile di grosso calibro. Successivamente contatta Casey in quanto il proiettile potrebbe far parte dell'arsenale destinato all'attacco alle infrastrutture elettriche di alcune grosse città, fatto di cui già Casey si sta occupando. Nel frattempo Kidd chiede a Boden di parlarle del padre di Severide: vuole capire infatti se anche quest'ultimo sta prendendo la strada di Benny, dato il suo comportamento dell'ultimo periodo. Mentre Casey torna a Chicago per indagare ed essere pronto in caso di bisogno, Violet ha un'idea: vuole perorare la causa di Brett davanti alla ragazza madre assieme a Mouch e Kidd e li coinvolge pertanto in questa operazione. Dylan vedendo quanto Brett sia concentrata sulla bambina, le fa sapere che preferisce terminare la loro relazione. Nel frattempo grazie all'FBI, Casey e Kidd ottengono nuove informazioni ed incominciano a monitorare tutte le chiamate. Ad un certo punto arriva una telefonata dal 911 che li informa che è stata colpita una centralina elettrica ed è stato richiesto l'intervento dei vigili: Boden pertanto comunica alla centrale di prendere lui in carico la chiamata e parte con tutta la squadra della 51. Una volta arrivati sul posto si rendono conto che la centralina è già stata colpita ed essi stessi sono sotto il fuoco di un'arma che spara da un tetto poco distante. Nonostante l'opposizione di Boden, Casey, Kidd, Carver e Gallo si dirigono sul tetto dal quale un uomo sta sparando a bordo di un pickup nel tentativo di bloccarlo. Vengono quindi coinvolti in una sparatoria ma riescono a bloccare uno dei due uomini del commando ed a consegnarlo alla polizia. L'autopompa sta spegnendo l'incendio alla centralina quando Hermann si accorge che Mouch è stato colpito e viene pertanto ricoverato in ospedale. Mentre l'FBI interroga i componenti della 51, Kidd fa sapere a tutti che l'uomo catturato ha parlato e pertanto la minaccia è stata debellata. Brett comunica a tutti che potrà adottare la bambina e Kidd si prende alcuni turni per andare da Severide e convincerlo a tornare a Chicago. Alla fine della puntata Hermann è in ospedale con Mouch il quale, sebbene abbia superato bene un intervento, comincia a sanguinare copiosamente. Brett intanto riceve da Casey la proposta di sposarlo.